# Emil Tschakarow
Emil Tschakarow (bulgarisch Емил Чакъров; * 29. Juni 1948 in Burgas, Bulgarien; † 4. August 1991 in Paris) war ein bulgarischer Dirigent und Schüler Herbert von Karajans.
Tschakarow studierte ab dem Alter von 15 Jahren Dirigieren am Konservatorium Sofia. 1970 gewann er den Internationalen Dirigentenwettbewerb der Herbert-von-Karajan-Stiftung Berlin, und sein Idol Karajan stellte ihn als Assistenten in Berlin und Salzburg ein. Von 1974 bis 1978 war er Chefdirigent des Philharmonischen Orchesters Plowdiw. 1979 debütierte er an der Metropolitan Opera. In der Folge dirigierte er viele bekannte Orchester weltweit, insbesondere aber die Leningrader Philharmoniker, mit denen er einige Schallplatten einspielte und deren ständiger Gastdirigent er mit der Saison 1989/90 wurde. Zwischen 1983 und 1986 war Tschakarow Chefdirigent des königlichen philharmonischen Orchesters Flanderns in Antwerpen.
Ende der 1980er Jahre wurde er international bekannt, als CBS Records, kurz darauf vollständig von Sony übernommen, die Lücke russischer Opern in ihrem Katalog schließen wollte und Tschakarow als Dirigent aller bekannten russischen Opern vorgesehen war. Es entstanden innerhalb von nur vier Jahren Einspielungen von Eugen Onegin, Pique Dame, Boris Godunow, Fürst Igor, Ein Leben für den Zaren und Chowanschtschina, alle mit dem Sofia Festival Orchestra, das Tschakarow selbst 1986 unter Mitwirkung von Alexis Weissenberg gegründet hatte. Von CBS/Sony wurden für die Aufnahmen bekannte Sängerstars verpflichtet, so Nikolaj Gjaurow, Nikola Gjusselew, Juri Masurok, Wiesław Ochman, Anna Tomowa-Sintow und selbst Nicolai Gedda im Herbst seiner Karriere. Die Aufnahmen erreichten hervorragende Kritiken und hielten sich lange im Katalog.
Tschakarow starb 1991 im Alter von nur 43 Jahren.
Heute tragen die Konzerthalle und Sommerfestspiele für klassische Musik der Stadt Burgas seinen Namen.